# Ilhéus do Porto Santo

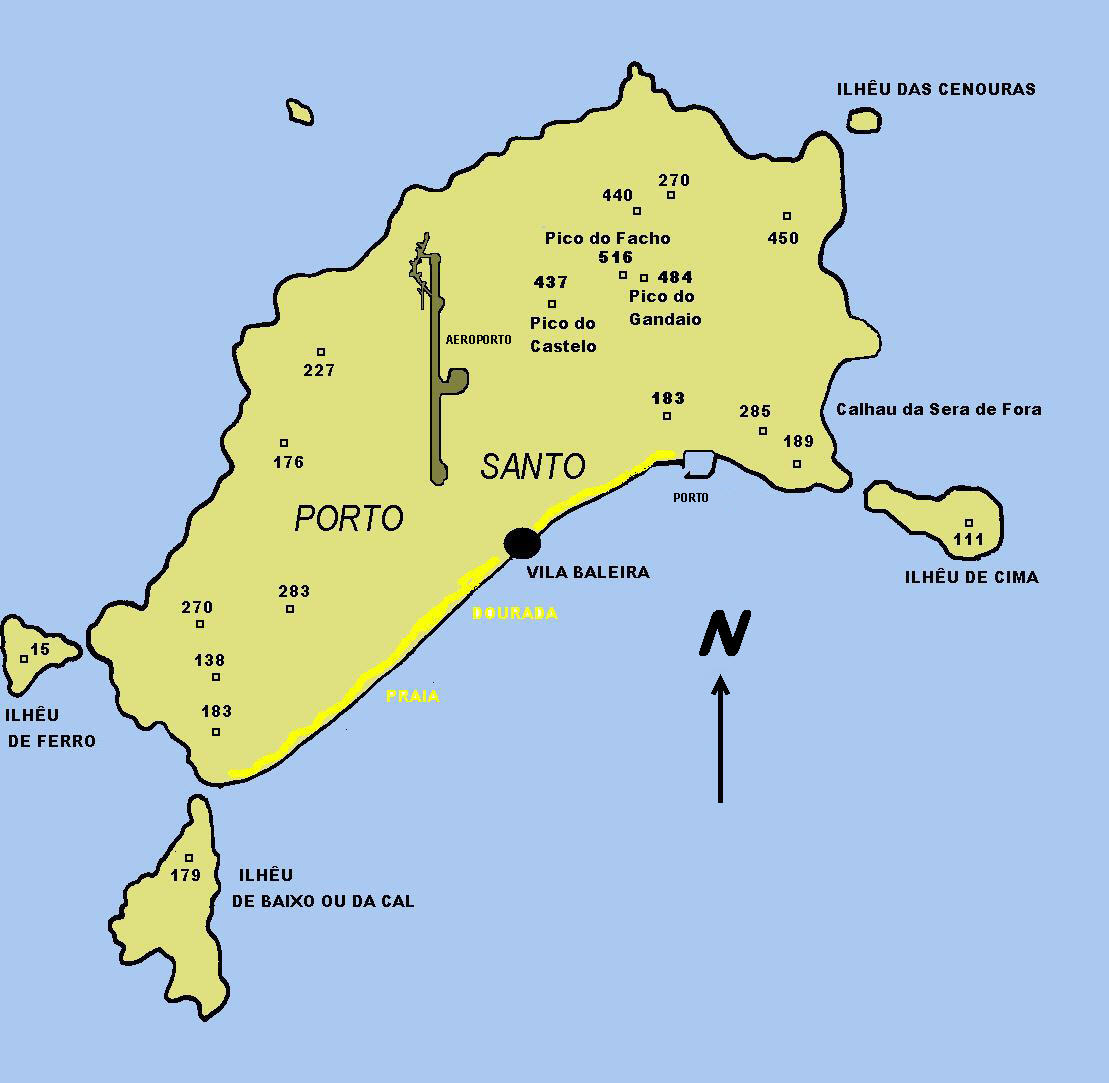
Localização dos ilhéus em torno da ilha do Porto Santo.

Os ilhéus do Porto Santo são vários ilhéus desabitados que rodeiam a ilha do Porto Santo, na Madeira, Portugal. São locais rochosos, cobertos por arbustos e flora costeira da Macaronésia, razão pela qual se encontram protegido pelo PDM, pela Rede Natura 2000 e são, ainda, parte integrante do Parque Natural da Madeira — através da Rede de Áreas Marinhas Protegidas do Porto Santo, criada em 2008.
Os seis ilhéus do Porto Santo constituem local preferencial para a nidificação de aves marinhas e para a conservação da flora macaronésica, esses são:
- Ilhéu da Cal
- Ilhéu das Cenouras
- Ilhéu de Cima
- Ilhéu de Fora
- Ilhéu de Ferro
- Ilhéu da Fonte da Areia

Dentre esses ilhéus, destaca-se o ilhéu da Cal pelas ricas minas de calcário, e que também é o maior dentre esses.
| “ | Nestas áreas com muito elevado valor ecológico e grande vulnerabilidade à pressão humana ou reduzida capacidade de regeneração, apenas se permitem atividades de natureza científica e ainda, a título excecional, em áreas previamente selecionadas, locais de observação no âmbito de usos de lazer e recreio | ” |
|   | — Plano Diretor Municipal do Porto Santo, Artigo 54º. |   |

## Fauna e flora
A fauna dos ilhéus conta com a nidificação de aves como a cagarra (Calonectris diomedea), a alma-negra (Bulweria bulwerii), o roque-de-castro (Oceanodroma castro), o pintainho (Puffinus assimilis baroli), o garajau-comum (Sterna hirundo), a gaivota-de-patas-amarelas (Larus cachinnans atlantis), o corre-caminhos (Anthus berthelotii madeirensis), o andorinhão-da-serra (Apus unicolor), o canário-da-terra (serinus canaria canaria) e o pardal-da-terra (Petronia petronia madeirensis). Estão também presentes a lagartixa (Teira dugesii jogeri) e duas tarântulas endémicas do Porto Santo (Hogna biscoitoi e Hogna schmitzi).
Quanto à flora destaca-se o goivo-da-rocha (Matthiola madeirensis), a figueira-do-inferno (Euphorbia piscatoria), a trevina (Lotus glaucus), a barrilha (Mesembryanthemum crystallinum e Mesembryanthemum nodiflorum), o marmulano (Sideroxylon mirmulans) e, ainda, uma espécie endémica do Porto Santo a cabeleira-de-coquinho (Lotus loweanus), espécie essa que apenas existe nos ilhéus da Cal, de Ferro e das Cenouras. Observa-se, também, uma grande diversidade de líquenes, com destaque para a urzela.